# Абдулаи, Джалал
Уолджи Джалал Абдулаи (англ. Wolji Jalal Abdulai; род. 5 января 2005) — ганский футболист, нападающий шведского «Эльфсборга» на правах аренды выступающий за норвежский «Молде».

## Клубная карьера
На родине выступал за «Интер Алайз». Летом 2023 года приехал на просмотр в молодёжную команду шведского «Эльфсборга», по итогам которого заключил с основной командой контракт, рассчитанный на четыре с половиной года. 9 июля дебютировал за клуб в чемпионате Швеции, заменив на 84-й минуте игры с «Кальмаром» Ахмеда Касема.

## Клубная статистика
| Выступление      | Выступление      | Выступление      | Лига | Лига | Кубки | Кубки | Евро. кубки | Евро. кубки | Итого | Итого |
| Клуб             | Лига             | Сезон            | Игры | Голы | Игры  | Голы  | Игры        | Голы        | Игры  | Голы  |
| ---------------- | ---------------- | ---------------- | ---- | ---- | ----- | ----- | ----------- | ----------- | ----- | ----- |
| Эльфсборг        | Алльсвенскан     | 2023             | 10   | 2    | 1     | 0     | —           | —           | 11    | 2     |
| Эльфсборг        | Алльсвенскан     | 2024             | 24   | 5    | 4     | 2     | 9           | 3           | 37    | 10    |
| Эльфсборг        | Алльсвенскан     | 2025             | 0    | 0    | 2     | 0     | 2           | 0           | 4     | 0     |
| Эльфсборг        | Итого            | Итого            | 34   | 7    | 7     | 2     | 11          | 3           | 52    | 12    |
| Всего за карьеру | Всего за карьеру | Всего за карьеру | 34   | 7    | 7     | 2     | 11          | 3           | 52    | 12    |